# Oliva Zafa Castillo
Oliva Zafa Castillo (Piloña, 7 de julio de 1915 - San Martín del Rey Aurelio, 28 de julio de 1938), en algunos registros nombrada como Oliva Faza Castillo, Oliva Zafa Suárez y Oliva Zafra Suárez, fue una republicana española que murió asesinada por las tropas franquistas durante la Guerra civil española en la matanza de la mina de La Bornaína.

## Biografía
Nació en Piloña, el 7 de julio de 1915. Se casó con el maestro Laureano Argüelles Felgueroso, que se convirtió en alcalde socialista de Piloña. En julio de 1938, su marido fue detenido por los nacionales y arrastrado por Infiesto atado a la cola de un caballo, para después ser rematado en Llano del Río.

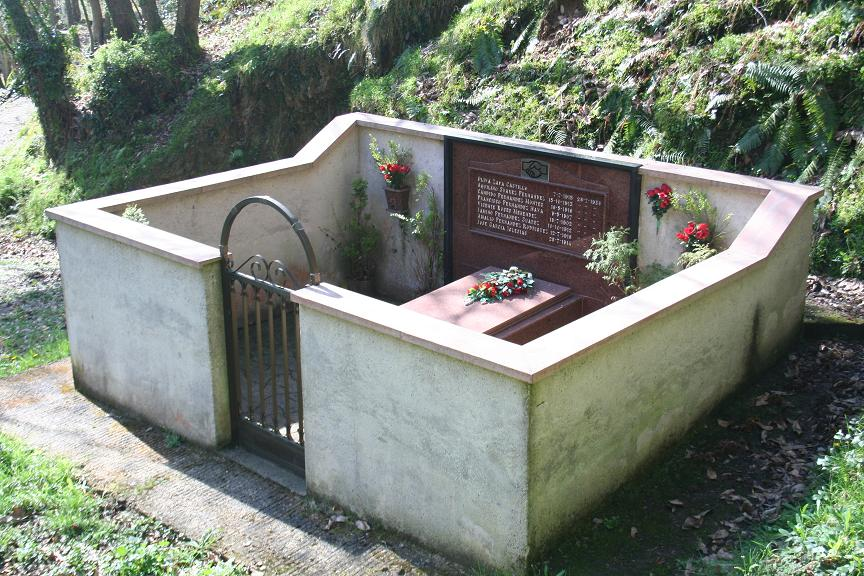
Panteón en el que descansan los restos mortales de Zafa y los mineros asesinados en la masacre de La Bornaína, ubicado en las inmediaciones del lugar en el que fueron asesinados.

Zafa, para salvar la vida de su hijo, huyó con otros mineros por los montes hacia al Valle de Carrocera donde tenía unos familiares. Cuando los siete mineros y Zafa llegaron a El Rebollal, se ocultaron en el interior de la mina La Bornaína. Estando allí refugiados, un falangista los delató por lo que al lugar llegó una amplia tropa franquista, qué esperó a la salida de la bocamina durante varios días a que Zafa y los mineros salieran al exterior. Para conseguir que lo hicieran, un grupo de religiosos les convenció bajo la promesa de que nada les sucedería. Finalmente, el 28 de julio de 1938, el hambre hizo que Zafa y los mineros salieran al exterior de la mina. Mientras estaban comiendo el alimento que les dejaron, una ametralladora comenzó a dispararles. Después, les asestaron el tiro de gracia a cada uno de ellos.

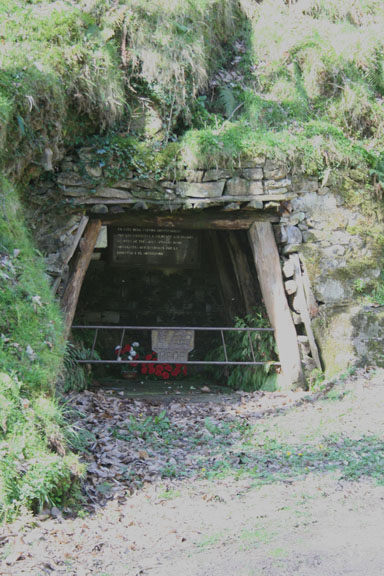
Placa en recuerdo de Zafa y los mineros asesinado en la masacre de La Bornaína, instalada en la bocamina

Además de Oliva Zafa, con 23 años, en la conocida como masacre de La Bornaína fallecieron Aquilino Suárez Fernández, de 25 años, Cándido Fernández Montes, de 22 años, Francisco Fernández Nava, de 31 años, Vicente Roces Menéndez, de 36 años, Jamino Fernández Suárez de 26 años, Amalio Fernández Rodríguez, de 22 años, y José García Iglesias, de 24 años. El cuerpo de todos ellos, menos el de uno de los mineros, yace en un panteón instalado cerca de la entrada de la mina. El cuerpo de su marido Laureano Argüelles Felgueroso fue trasladado también a ese panteón junto al de Zafa.

## Reconocimientos
En 1977, se instaló una lápida en su recuerdo en el interior de la mina en la que fueron asesinados. Cada año, se realiza un homenaje en el lugar de la masacre.